# جامع الدريبة
جامع الدريبة (أو جامع سيدي اللخمي الأصلي) واحد من أقدم جوامع مدينة صفاقس العتيقة.

## موقعه
يوجد الجامع بنهج الدريبة قبالة دار الجلولي (متحف العادات والتقاليد الشعبية). كما أنه يفتح غربا على نهج الشيخ النوري. كما أنه قريب من حمام السلطان ومقامي سيدي جبلة وسيدي الفرياني.

## تاريخه
أسس سيدي أبو الحسن اللخمي عند قدومه من القيروان لصفاقس في القرن الحادي عشر الميلادي مسجدا صغيرا للتعبد سرعان ما تحول إلى وجهة علمية وفقهية مهمة في الجهة. سنة 1289 هجرية، أحدثت به أشغال ترميم وتوسعة جعلت منه جامعا. درس بهذا المسجد العديد من العلماء المرموقين على غرار الشيخ محمد الخميري، الشيخ علي المؤخر وأبي بكر القرقوري الذي درس به 40 سنة. من أهم المعلمين الذي تداولوا على التدريس به الشيخان الفقبهان عبد السلام الشرفي وابنه الطيب. من أيمة الجامع الشيخ العالم محمد التريكي الذي شغل هذه المهمة في القرن الرابع عشر هجري.
خلال القرن العشرين، وكمعظم معالم مدينة صفاقس، تدمر جامع الدريبة سنة 1942 من عمليات القصف بالحرب العالمية الثانية. تم بناءه مرة ثانية بعدها خلال فترة الحماية الفرنسية، وهو المتمثل في البناء المنتصب حاليا المعروف في الثقافة الشعبية بجامع الدريبة.

## هندسته

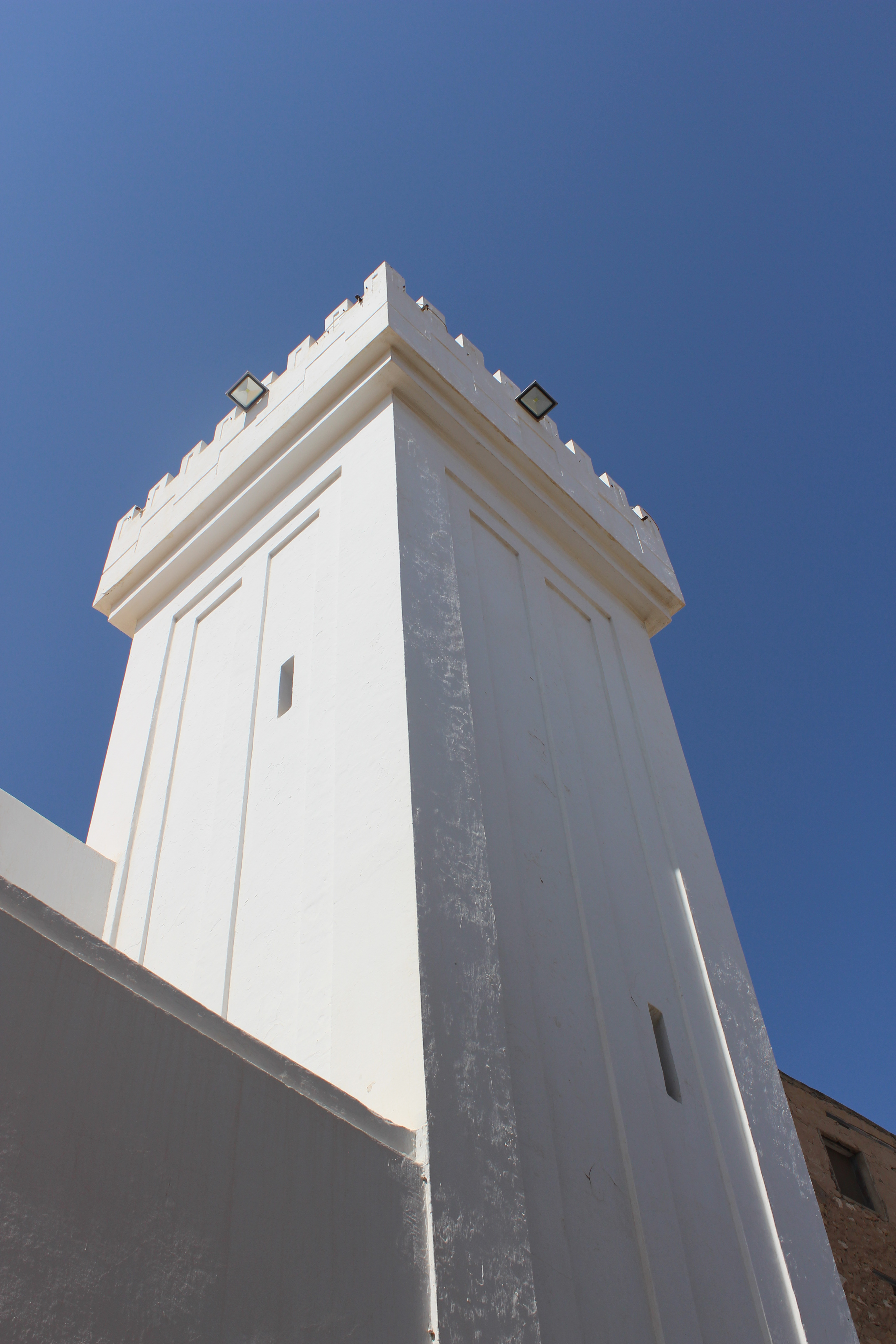
منارة الجامع

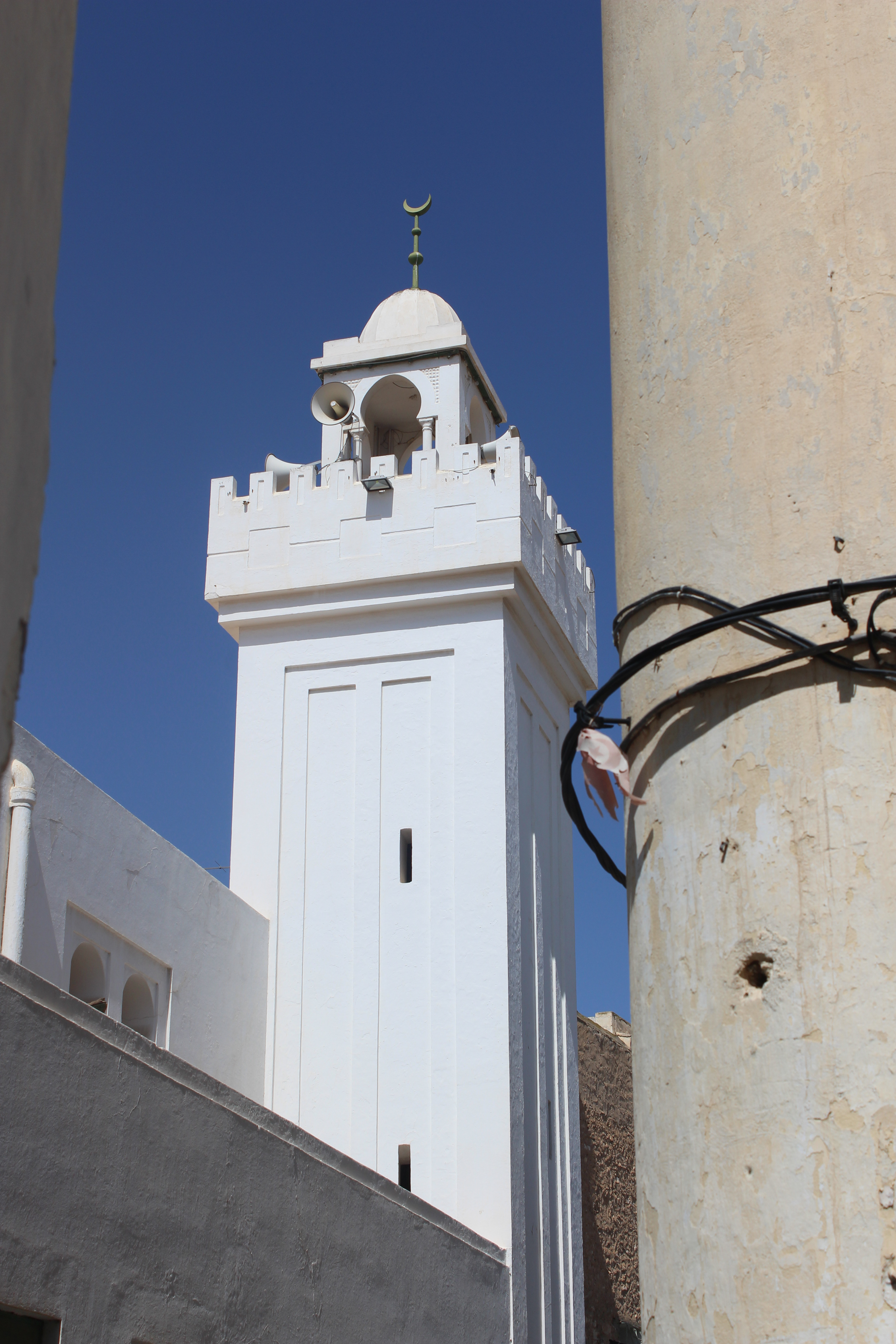
المئذنة المربعة

لجامع الدريبة الحالي طابع هندسي مستعرب يجمع بين الخصائص الفرنسية والعربية الإسلامية في نفس الوقت تتجلى خاصة في احتوائه طابقين، الأمر النادر في المباني الدينية الإسلامية نظرا لفتاوى بعض الشيوخ التي تمنع الصلاة في فضاءات مرتفعة.
تبلغ مساحة المبنى الجملية 320 متر مربع. يمكن الولوج إلى داخله عبر أربعة أبواب موزعة على واجهتيه. وتمتاز هذه الأخيرة ببساطتها وتعدد شبابيكها (خاصية غير موجودة بالهندسة العربية التقليدية) الموزعة على صفين (شبابيك الصف الثاني ذات أقواس حدوية متجاورة). وهي توفر إضارة طبيعية مميزة ذكرها ابن ناجي خلال وصفه للمبنى سنة 1434 ميلادي قائلا «إذا دخله الداخل يرى فيه نورا زائدا عن غيره من المساجد».
معظم مساحته تتمثل في بيت الصلاة المغطاة والأروقة المحيطة بها. وهي قاعة فسيحة سقفها شديد الارتفاع مرتكز على العديد من الأعمدة والأقواس النصف دائرية. إضافة إلى هذا، يوجد مئذنة وبيت إمام يربط بين جميعها ساحة صغيرة. أروقة بيت الصلاة مقسمة على طابقين يتم الوصول إليها عن طريق أدراج بالركن الغربي من الجامع. والهدف الأساسي منها كان الرفع من طاقة استيعاب المبنى نظرا لصغر المساحة المتوفرة. أما المئذنة فإنها مربعة الشكل تدل على انتماء الجامع للمذهب المالكي (على عكس المئاذن المثمنة التابعة للمذهب الحنفي).
المعلومات الموجودة حول المسجد الأصلي قليلة جدا إلا أن جميعها تتفق على أنه كان متكونا من بيت صلاة وصحن.